# Cerylon impressum
Cerylon impressum is een keversoort uit de familie dwerghoutkevers (Cerylonidae). De wetenschappelijke naam van de soort werd in 1845 gepubliceerd door Wilhelm Ferdinand Erichson.